# Lijst van beelden in Gulpen-Wittem
Dit is een (onvolledige) chronologische lijst van beelden in Gulpen-Wittem. Onder een beeld wordt hier verstaan elk driedimensionaal kunstwerk in de openbare ruimte van de Nederlandse gemeente Gulpen-Wittem, waarbij beeld wordt gebruikt als verzamelbegrip voor sculpturen, standbeelden, installaties, gedenktekens en overige beeldhouwwerken.
Voor een volledig overzicht van de beschikbare afbeeldingen zie: Beelden in Gulpen-Wittem op Wikimedia Commons.
| Jaar         | Titel                                                                                         | Kunstenaar                                              | Straat                                                       | Plaats     | Materiaal             | Afbeelding               |
| ------------ | --------------------------------------------------------------------------------------------- | ------------------------------------------------------- | ------------------------------------------------------------ | ---------- | --------------------- | ------------------------ |
| 1733 / 2023  | Johannes Nepomucenus                                                                          |                                                         | Wittemerallee                                                | Wittem     |                       |                          |
| 19e eeuw?    | Maria met Kind                                                                                | onbekend                                                | Kapelaan Houbenstraat, Sint-Paulusbekeringkerk               | Epen       | steen                 |                          |
| 1853         | Maria met kind                                                                                | onbekend                                                | Hoofdstraat (Café in de Kroeën)                              | Mechelen   | gepolychromeerd steen |                          |
| 1890? / 2023 | Timpaan                                                                                       |                                                         | Rosstraat                                                    | Gulpen     |                       |                          |
| 1895         | Johannes Nepomuk / Alfonsus de' Liguori                                                       | onbekend                                                | Wittemerallee, Redemptoristenklooster                        | Wittem     | steen                 |                          |
| 1915         | Pater Bernard Hafkenscheid                                                                    | ? Peters                                                | Wittemerallee, tuin Redemptoristenklooster                   | Wittem     | steen                 |                          |
| 19??         | Gerardus Majella                                                                              | onbekend                                                | Wittemerallee, tuin Redemptoristenklooster                   | Wittem     | steen                 |                          |
| 1919         | Heilig Hartbeeld                                                                              | Jozef Thissen                                           | Mr.Dr. Froweinweg/Kromhagerweg                               | Eys        | steen                 |                          |
| 1924         | Gevelsteen (Sint Petruskerk) (Pastoor Schroeder)                                              |                                                         | Kapelaan Pendersplein                                        | Gulpen     |                       |                          |
| 1929         | Heilig Hartbeeld                                                                              | onbekend                                                | Kolmonderstraat/Kerkstraat                                   | Nijswiller | steen                 |                          |
| 1929         | Heilig Hartbeeld ter herinnering aan Alfons Schroeder                                         | onbekend                                                | Kapelaan Pendersplein                                        | Gulpen     | steen                 |                          |
| 1935         | Mariamonument                                                                                 | Charles Vos (beeldhouwer), Piet Gerrits (architect)     | Gulperberg                                                   | Gulpen     | beton/wit cement      |                          |
| 1935±        | Sint Johannes de Doper                                                                        | onbekend                                                | Hoofdstraat, bij Sint-Jan de Doperkerk                       | Mechelen   | steen                 |                          |
| 1941         | Heilig Hartbeeld                                                                              | Jean Weerts                                             | Grensweg, kerkhof bij de Sint-Remigiuskerk                   | Slenaken   | Frans kalksteen       |                          |
| 1946         | Mariabeeld                                                                                    | Charles Vos                                             | Höfke                                                        | Höfke      |                       | Mariabeeld Höfke         |
| 1949         | Sint-Barbara & Sint-Isidorus                                                                  | Jean Weerts                                             | Kerkstraat, St. Gertrudiskerk                                | Wijlre     | steen                 |                          |
| jaren 50?    | Mariabeeld                                                                                    | onbekend                                                | hoek Beatrixweg-Julianastraat                                | Eperheide  | steen                 |                          |
| 1950-1955    | Treurende vrouwen en engel                                                                    | onbekend                                                | Kerkstraat (begraafplaats)                                   | Wijlre     | steen                 |                          |
| 1951         | Verzetsmonument op de Eyserlinde                                                              | Gerard Mathot (beeldhouwer), Anton Swinkels (architect) | Wittemerweg                                                  | Wittem     | steen                 |                          |
| 1959         | Maria met Kind                                                                                | Jean Weerts                                             | Eyserheide                                                   | Eyserheide | steen                 |                          |
| 1961         | Gerardus Majella in extase bij het horen van een fluitspeler die een lied van Alfonsus speelt | Cor van Geleuken                                        | Plettenbergweg, Gerarduskapel van het Redemptoristenklooster | Wittem     | beton                 |                          |
| 1966         | zonder titel                                                                                  | Dick Roymans                                            | Rosstraat                                                    | Gulpen     | ijzer                 |                          |
| jaren zestig | zonder titel (bijnaam "Het blauwe stoplicht")                                                 | Rob Stultiens                                           | Kiebeukel                                                    | Gulpen     |                       |                          |
| 1971         | 100 jaar Brand Bierbrouwerij                                                                  | Wim van Hoorn                                           | Brouwerijstraat (buitenwand Brand Bierbrouwerij)             | Wijlre     |                       |                          |
| 1975         | De Limburger                                                                                  | Bert van Loo                                            | Markt                                                        | Gulpen     | brons                 |                          |
| 1970-1980    | Gemeentewapen boven deur                                                                      |                                                         | Kiebeukel                                                    | Gulpen     |                       |                          |
| 1982         | kop Arnold Janssen                                                                            | Paul Driessen                                           | Capucijnerweg, Arnold Janssenklooster                        | Wahlwiller | brons                 |                          |
| 1980-1990    | Herinneringsmonument Joodse synagoge                                                          | Appie Drielsma                                          | Kiebeukel                                                    | Gulpen     | diverse               |                          |
| 1982         | Burck Brêane                                                                                  |                                                         | Burckpleintje                                                | Epen       |                       |                          |
| 1986         | Fontein Vroedmeesterpad en vissen                                                             | J. Augustin (ontwerp)                                   | Prinses Ireneweg                                             | Gulpen     |                       |                          |
| 1988         | Paard in brons                                                                                | Fons Bemelmans                                          | Rijksweg (busstation)                                        | Gulpen     | brons                 |                          |
| 1988         | De Bok (ter nagedachtenis aan Antoon Coolen)                                                  | Fons Bemelmans                                          | Brouwerijstraat / Wielderdorpstraat                          | Wijlre     | brons                 |                          |
| 1988         | Smeltkroes van de evolutie                                                                    | Dolf Wong Lun Hing                                      | Deken Schneidersstraat                                       | Gulpen     | graniet               |                          |
| 1989         | Gemeentewapen                                                                                 | Jef Wishaupt                                            | Rosstraat (Gemeentehuis)                                     | Gulpen     |                       |                          |
| 1989         | Joods monument                                                                                | Appie Drielsma                                          | Kiebeukel/Dorpsstraat                                        | Gulpen     | beton                 |                          |
| 1990         | De boot                                                                                       | Bert Reijnen                                            | Aan het Veld/Achter het Lofke                                | Gulpen     | graniet               | De boot van Bert Reijnen |
| 1991         | Sint Jozef                                                                                    | onbekend                                                | Kapelaan Pendersplein (Kapelanie)                            | Gulpen     | steen                 |                          |
| 1991         | Introspectie                                                                                  | Pierre Lumeij                                           | Hoofdstraat/Commandeurstraat                                 | Mechelen   | brons                 |                          |
| 1992         | Twee stromen                                                                                  | Arthur Spronken                                         | Marktstraat                                                  | Gulpen     | brons                 |                          |
| 1993         | Twee zittende vrouwen                                                                         | Peter Erftemeijer                                       | Hoofdstraat, Heerenhof                                       | Mechelen   | brons                 |                          |
| 1995         | A gen Vogelstang                                                                              | Dick Roymans                                            | Hoofdstraat                                                  | Mechelen   | brons                 |                          |
| 1999         | Moeder en kind                                                                                | Els Spronck-Vermeeren                                   | Grensweg/Hees (nabij de Kerkbron)                            | Slenaken   | brons                 |                          |
| 2003?        | Victor Westhoff                                                                               | Willem van der Velden                                   | Plaatweg                                                     | Epen       | brons, cortenstaal    |                          |
|              | De Vrolijke                                                                                   | Angela Toonen                                           | Kantonhof                                                    | Gulpen     |                       |                          |
| 2005         | De worsteling van Jakob                                                                       | Pierre Lumey                                            | Kiebeukel, op het Protestants kerkhof                        | Gulpen     | brons                 |                          |
| ????         | Moeder met kind                                                                               | Louis Reijnen                                           | Landsraderweg                                                | Gulpen     | brons                 |                          |
| ????         | De ontmoeting                                                                                 | Dick van Wijk                                           | Rijksweg/Molenweg                                            | Gulpen     | brons                 |                          |
| ????         | Waterschap Zuiveringschap Limburg                                                             | onbekend                                                | Knipstraat                                                   | Wijlre     | brons                 |                          |